# Leucophora brevifrons
Leucophora brevifrons este o specie de muște din genul Leucophora, familia Anthomyiidae. A fost descrisă pentru prima dată de Stein în anul 1916. Conform Catalogue of Life specia Leucophora brevifrons nu are subspecii cunoscute.